# Phyllota
Phyllota é um género botânico pertencente à família Fabaceae.